# Viiksimonjärvi
Viiksimonjärvi är en sjö i Finland. Den ligger i kommunen Kuhmo i landskapet Kajanaland, i den östra delen av landet, 500 km nordost om huvudstaden Helsingfors. Viiksimonjärvi ligger 211,2 meter över havet. Den är 8,4 meter djup. Arean är 2,71 kvadratkilometer och strandlinjen är 19,27 kilometer lång. Sjön  ingår i Uleälvens huvudavrinningsområde.   
I övrigt finns följande i Viiksimonjärvi:
- Viiksimonsaari (en ö)

I övrigt finns följande vid Viiksimonjärvi:
- Peurovaara (kullar)
- Särkinen (en sjö)
- Teerinen (en sjö)